# Milwaukee Bucks 1984-1985
La stagione 1984-85 dei Milwaukee Bucks fu la 17ª nella NBA per la franchigia.
I Milwaukee Bucks vinsero la Central Division della Eastern Conference con un record di 59-23. Nei play-off vinsero il primo turno con i Chicago Bulls (3-1), perdendo poi la semifinale di conference con i Philadelphia 76ers (4-0).

## Roster
| N° | Naz.                   | Ruolo | Sportivo        | Anno | Alt. | Peso |
| -- | ---------------------- | ----- | --------------- | ---- | ---- | ---- |
| 4  | Stati Uniti (bandiera) | G     | Sidney Moncrief | 1957 | 191  | 82   |
| 5  | Stati Uniti (bandiera) | G     | Lorenzo Romar   | 1958 | 185  | 79   |
| 6  | Stati Uniti (bandiera) | GA    | Paul Thompson   | 1961 | 198  | 95   |
| 7  | Stati Uniti (bandiera) | GA    | Kenny Fields    | 1962 | 196  | 100  |
| 10 | Stati Uniti (bandiera) | G     | Mike Dunleavy   | 1954 | 191  | 82   |
| 15 | Stati Uniti (bandiera) | G     | Craig Hodges    | 1960 | 188  | 86   |
| 21 | Stati Uniti (bandiera) | GA    | David Thirdkill | 1960 | 201  | 88   |
| 22 | Stati Uniti (bandiera) | GA    | Ricky Pierce    | 1959 | 193  | 93   |
| 24 | Stati Uniti (bandiera) | A     | Charles Davis   | 1958 | 201  | 98   |
| 25 | Stati Uniti (bandiera) | GA    | Paul Pressey    | 1958 | 196  | 84   |
| 34 | Stati Uniti (bandiera) | A     | Terry Cummings  | 1961 | 206  | 100  |
| 35 | Stati Uniti (bandiera) | GA    | Kevin Grevey    | 1953 | 196  | 95   |
| 40 | Stati Uniti (bandiera) | A     | Larry Micheaux  | 1960 | 206  | 100  |
| 43 | Stati Uniti (bandiera) | AC    | Mark West       | 1960 | 208  | 104  |
| 44 | Stati Uniti (bandiera) | AC    | Paul Mokeski    | 1957 | 213  | 113  |
| 45 | Stati Uniti (bandiera) | C     | Randy Breuer    | 1960 | 221  | 104  |
| 50 | Stati Uniti (bandiera) | C     | Chris Engler    | 1959 | 211  | 111  |
| 53 | Stati Uniti (bandiera) | C     | Alton Lister    | 1958 | 213  | 109  |

## Staff tecnico
- Allenatore: Don Nelson
- Vice-allenatori: Mike Schuler, Garry St. Jean